# 牧野忠清
牧野 忠清（まきの ただきよ、元和6年（1620年） - 元禄6年2月5日（1693年3月11日））は、旗本第2代三根山領主。牧野忠成の五男。通称は半右衛門。室は大久保忠知の娘。子女は牧野忠貴。
初め父・忠成の意向で家老・稲垣平助則茂の養嗣子となるが、牧野家に復し徳川家綱の小姓となり、慶安3年（1650年）には西城書院番士となり、蔵米300俵を給され、のちに本城書院番士となる。明暦2年（1656年）2月5日、書院番頭に昇進する。同年12月、300俵加増され、布衣を着ることを許される。万治元年閏12月18日（1659年）、兄・定成の後嗣となり遺跡を相続。それまでの600俵は収公される。万治3年（1660年）、兄の定成の菩提を弔うために小さな庵の本堂を再建し、その寺号を一山寺とした。寛文5年（1665年）、職を辞す。延宝2年（1674年）、越後長岡藩の幼君牧野忠辰の補佐をした。延宝6年（1678年）、日光山門主と京に赴く。天和2年（1682年）5月29日、致仕し幽閑と号する（法名も同じ）。忠貴が跡を継いだ。葬地は芝西応寺町（東京都港区芝2丁目）の西応寺。